# فن التغرود
فن التغرود من التراث العماني والإماراتي، وتكمن قيمته أنه يمثل عنصرا من عناصر التراث الثقافي غير المادي، والفنون البدوية هي لون جميل من الألوان الشعبية المتميزة بين الفنون الشعبية. والتغرود هو فن من فنون البدو، وهو من الموروثات التقليدية الأصيلة التي تشتهر بها العديد من المناطق الإماراتية والعمانية، وهو الغناء على ظهور الجمال وهي تَخُب وفي ذلك قال المغرد:
يا ناقتي خبي خبيب سلوقي، ويؤديه رجل أو مجموعة من الرجال أثناء سفر، وقد يؤدي البدوي التغرود وهو جالس تحت السمر، ويؤدى هذا النمط الغنائي بلهجات  مثل اللهجة البدوية مختلفة في البوادي العمانية المنتشرة في كل من المحافظات العمانية التالية:
- الباطنة
- الظاهرة
- الشرقية
- ظفار
- الوسطى
- الداخلية
- مسندم

## التغرود في اللغة
إن كلمة تغرود في اللغة العربية مأخوذة من فعل غرد، والَغَردُ: التلحين في الصوت والإنشاد. وغَرَّد الإنسان تعني رفع صوته وطرب، وتقال كذلك للحمامة والمكاء والديك.
وحكى الهجري: سمعت قمريا فأغردني أي أطربني بتغريده، ويقال: (الغيرود، الغارود، التغريده، التغريد، الغرده، الغرد، الغاروده). وبما أن الشعر هو ديوان العرب سنذكر بيتين من الشعر أحدهما للنابغة الجعدي قرن فيه التغريد براكب المطية (أي راكب الناقة)، حيث يقول النابغة:
تعالوا نحالف صامتاً ومزاحماً
عليهم نِصاراً ما تغرَّدَ راكبُ
أما البيت الثاني الذي أورده الفيروز أبادي صاحب قاموس المحيط، فهو لسويد بن كراع العكلي، وقد قرن فيه التغريد بالحداء الذي ينشد للناقة كما هو معروف، حيث قال:
إذا عرضت داويةٌ مدلهمةٌ
وغرّد حاديها قريْنَ بها فَلقا

## أنواع فن التغرود

### تغرود البوش
ينشد تغرود البوش (وتعني الجِمال)  على ظهور الجِمال وهي تخبّ  بمعنى أول سرعتها بعد المشي  فتكون حركتها بمثابة إيقاعات لترديد أبيات الشعر، وذلك أنه إذا زادت سرعة الركوبة على هذه السرعة فإن أي إنشاد فوقها سيكون متعذرا، لان الراكب لن يستطيع التقاط نَفَسه، وضبطه بسبب شدة حركة الركوبة. وكان في الماضي يؤدّى والرجال متجهون في رحلات السفر الطويلة سواء كانت رحلات تجارة أو غيرها، وهو إنشاد جماعي في صورة نغمية ثابتة تتميز باستطالة حروف المد في نغمة متموجة هي الصورة المسموعة لحركة سير الركاب، ويمكن للراكب أن ينشد التغرود منفردا، ويمكن أن يؤديها اثنان يتناوبان الأداء، ولذا فان هذا الفن يسمى “بشلة الركاب” إشارة إلى أدائه والركاب تسير، وقد يسمى أيضاً (همبل الركاب) أو (همبل البوش) لذات السبب، وتمارسه البادية في مختلف محافظات ومناطق السلطنة.
ولتسمية تغرود البوش تنويعات مختلفة منها: (الغيرود – الغارود – التغريدة – التغريد – الغردة – الغرد – الغارودة)، وكلها تشير إلى الصفة النغمية التي تميز هذا الفن البدوي الذي يؤدى بدون طبول ولا تصاحبه أية آلات إيقاعية أو موسيقية، وذلك نظراً لطبيعة أدائه على ظهور المطايا وما يحيط بذلك من أوضاع.
من نماذج تغرود البوش:
لوع مصاعيبها وطوال نجودها
يا ناقتي يا حلوة اليهيال
عو الصبا عني وعنش نيال
والشيب خضب بو ذراعة مال

### تغرود الخيل
يؤدى عادة لوظيفة هامة وهي تحميس الخيل أو تحميس راكبها من الفرسان، وهو إنشاد تتخلله صيحات تنشيط الخيل وتحمّسها (عند تهيئة الخيل للمشاركة في السباق)، وتزخر شلاّت تغرود الخيل بمعاني الشجاعة والإقدام والشهامة، والمبادرة إلى نجدة الضعيف، وغالبا ما تكون هذه الشلاّت في مدح الخيل في شعر يعدد مناقبها ومزاياها (فللخيل مكانه خاصة في الأدب الشعبي العربي)، كما يذهب بعضها في مدح من يقتني الخيل ويربيها من الفرسان..

## مميزات قصيدة التغرود
تمتاز قصيدة فن التغرود بأنها قصيرة قليلة الأبيات (في العادة لا تقل عن سبعة أبيات، كما قد تزيد عن ذلك قليلاً)، كما تنفرد بين الفنون الشعرية بأن كل بيت منها هو شطر من الأبيات العادية، وهي تقوم على بحر مشطور الرجز (الوزن السريع في الشعر العربي الفصيح) وهو: (مستفعلن – مستفعلن – مستفعلن)  في كل بيت. وبحر الرجز الذي هو واحد من البحور الستة عشر التي يقوم عليها الشعر الفصيح في عروض الخليل بن أحمد الفراهيدي، هذا ويعد شعراء التغرود حاملي التراث الجمعي للقبائل البدوية، ذلك التراث الذي يشتمل على تاريخهم وقيمهم الثقافية ونظرتهم إلى البيئة من حولهم وعاداتهم الاجتماعية وحكتهم وثقافتهم التعبيرية.
ولذلك يقال شعر التغرود في مختلف أغراض الشعر المعروفة كالحماسة والمعاتبة والمشاكاة بين الأصدقاء والوصف والمدح بالإضافة إلى وصف الهجن والخيل وما يتصل بها، والهجاء والرثاء، وفيما يتعلق بالقضايا الإنسانية والاجتماعية والعادات والتقاليد، وكذلك في الحكمة والغزل.

## نماذج لشعر التغرود
في وصف الإبل والخيل:
هذي ذلولي والمطاريش النوى
صوب الذي شبك صبابه والهوى
درهامها درهام لي سايق دوى
وسنامها مترس من الزاد ارتوى
زعفرتها من طاس خير المحتوى
ولقمتها من طيب شهدي والغوى
الراس مزبور (ن) يحطمله صوى
والعنق له بسنامها خط استوى
والعيز مبطي وغارب جثيل التوى
مشقوق برطمهآ ومتطارح ثوى
عرنونها بتار والخد انطوى
مبعود عن عين (ن) ولا كنهم خوى
من تحتها نار ولها خف (ن) دوى
كنه رعود الصيب لا منه ضوى
صفر (ن) تروغ الريح ويروحن سوى
ف البيد منصاعه بلا قول وعوى
ما حوّمت تنسى الضما تنسى الروى
ولا زبدت تعشق مراكيض القوى
يأهل الركايب طيبوا خافي النوى
يا جعلها ف الحفظ من عين وكوى.
نموذج آخر في وصف الحصان في الحرب، والشرر يتطار من حوافره، وهو ينطلق في عزيمة وقوة:
شيخٍ على العالم حجابْ
بالخيل وبروس الحرابْ
يحرم على الخاين منام
ترمي حوافرهم قدام
من ضوّ نيران اليهام
سوّن في هَالدنيا علوم
ويقول أيضاً:
يوم الخصم غيّر وخان عهوده
ما خاف من سيفٍ رهاف حدوده
أول يهابي حجته مزهودة
ما قال آثار الحرايب عوده
يوم طغى وشافه تعدى حدوده
سَيّر عليهم عسكره وحشوده

### في الحكمة والموعظة
ومن أمثلة ذلك قول الشاعر:
الدنيا فيها ناهب ومنهوب
من يوم حوا تجيب حر ونوبي
وقول آخر:
النفس ما تعطى المنايا كلها
مره انشرغها ومره نذلها
ويغرد شاعر ثالث فيقول:
يا سيدي والليل سكر بابه
شفت البشر في طبعها تتشابه
سوّت هموهي فالسما سحّابه
ويزيت أنا مع دمعتي سكابه
هذا الزمن كشّر تبين انيابه
من هو يعزي حالتي المصنابه
أرثيت روحي والكدر سوى به
لا معتقدني أموت له واحيا به
أن جيت أهدأ دمعتى غلاّبه
والقلب يفقد طاقته وصوابه
لقيت ما به ما بسيط مصابه
ولقيتني يصعب علي حسابه
لكن بصبر والصبر بقوى به
راضي بما مكتوب واللي جابه

### الهجاء
ومن التغاريد المعاصرة في الهجاء تغرودة شاعر عُماني يهجو خصمه بمعطيات عصرية تتعلق بتغير نفسه بعد أن حصل على قدر من المال، يقول:
سوت لك البيزات سمعه وطاري
والحين لك خقات يا فشارِ
مرت عليك سنين قبل تذاري
شروى الحصيني في السرب متواري

### الرثاء
تناول هذا الفن كذلك الرثاء، ومن أمثلة ذلك ما يلي:
دنيا كفينا شرها بوكيد
تقصفك ما تعطيك صبر مديد
والموت لزم الا الفراق شديد
وعزات ما عيدت يوم العيد

### الغزل
لم يُهمل فن التغرود تناول فن الغزل، فكانت هناك الكثير من التغرودات الغزلية في الثقافة العمانية، ومنها:
ياطير ياللي نايح بصوت طراب
صوتك يزيد القلب همٍ وتشويق
تكفى تكتم وأخفض الصوت بذهاب
عساك تحظى من همومي بتوفيق
لي قلب همه في حشا البال قد صاب
وغرد شاعر آخر فقال:
على لطيفة مدحهم يهذوبه
متلحفه ترما نعيم هدوبه
ربي خلقها فالدنا عيوبه
يوب الملك لي بقدرة ومايوبه
غضا غضيضاً مازرات كعوبه
فالعين نظرة وفالأثم نهيوبه
بنشد وباغني على دالوبه
من جود فضله ومذهباً يرضوبه
عشرين ليلة فاليهد وكروبه
عيني سهيرة ومهجتي منهوبه
وتقطّعت عني النسيم هبوبه
وال النظر عندي وتبعت دروبه
صوب المغيدر صحتي مكتوبه
ولاقيت ريمن حزمته مسلوب
رحب بنا اربع مية ترحوبه
حاييت به ومغطت يميني صوبه
ومد بكفيفن مخضبن بذهوبه
ساعت يدي لافت يده المخضوبه
روّح عضلها مالجسد وينوبه
وثنت عالعادة يدي مذروبه
واشكرت ربي وقريت التوبة
يوم البشر يشفي البشر من يوبه